# 김학균 (배드민턴인)
김학균(1971년 11월 15일~)은 대한민국의 배드민턴 선수 출신 배드민턴 지도자로, 배드민턴 국가대표팀 감독을 맡고 있다.